# Pilar de la Hidalga

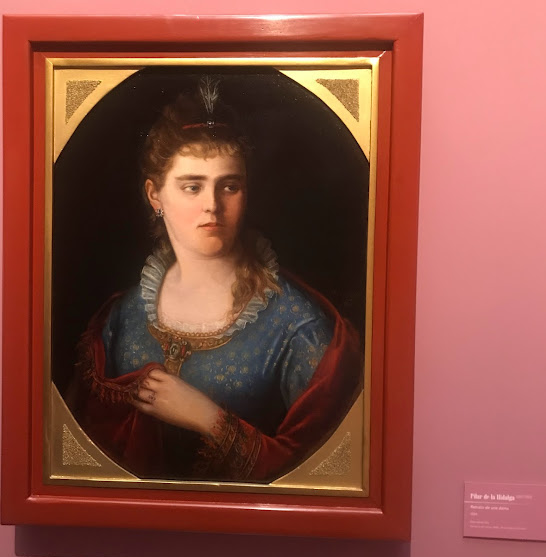
Retrato de una dama, 1886, Pilar de la Hidalga

 María del Pilar Simona Judas Merced Ana Josefa Joaquina de Jesús Ignacia  Pascuala  Ramona  Narcisa  Hidalga  García  (Ciudad de México 28 de octubre de 1843-13 de diciembre  de 1901), fue una pintora mexicana. Por los catálogos, se sabe que durante su vida exhibió 30 óleos sobre tela. Como en su mayoría permanecen en manos privadas, solo se conoce parte de su obra y los nombres y características de los cuadros que estuvieron expuestos.

## Trayectoria

### Orígenes

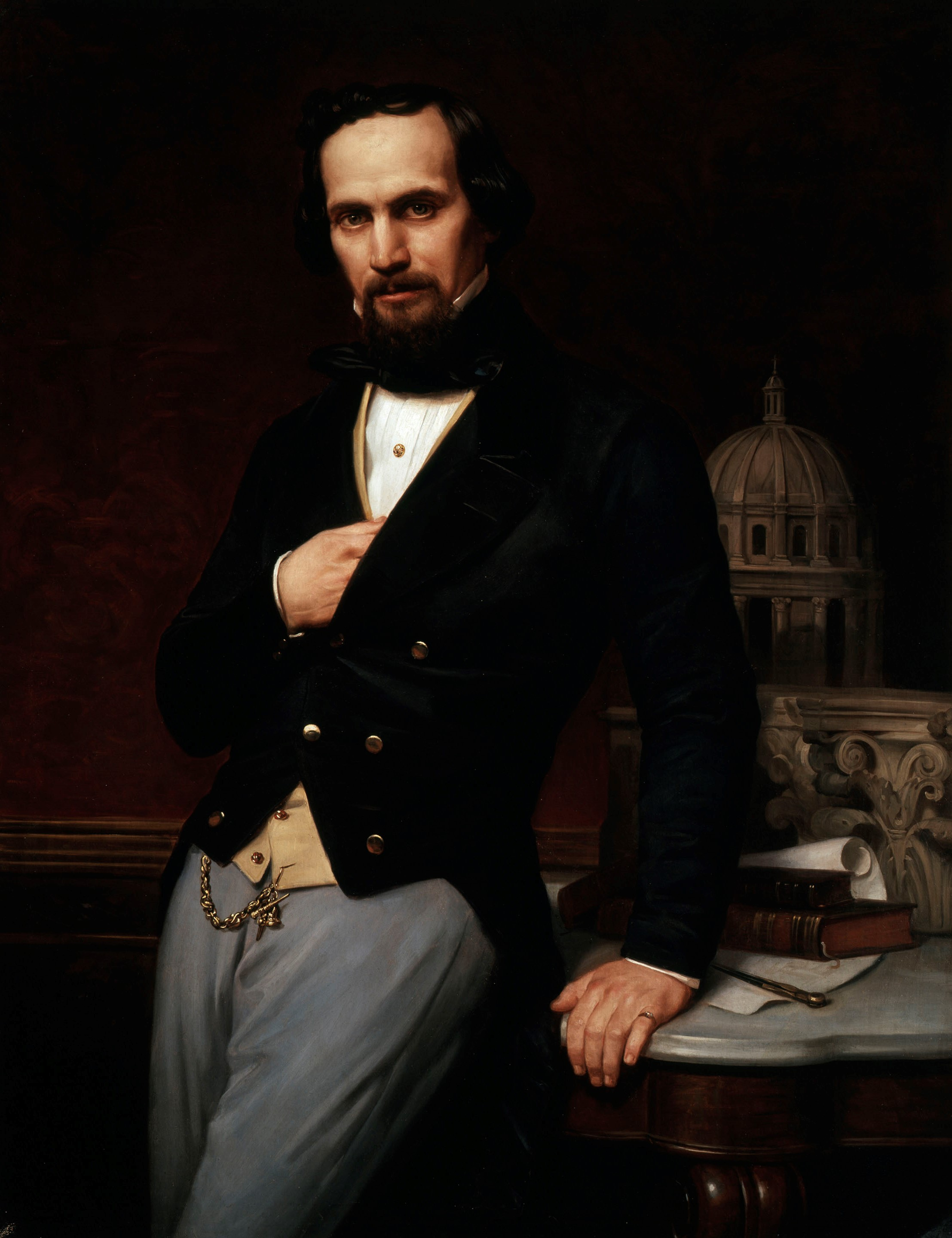
El retrato del arquitecto Lorenzo de la Hidalga, padre de Pilar, se debe a Pelegrín Clavé, su maestro, amigo de la familia.

Pilar fue hija del arquitecto español Lorenzo de la Hidalga y su esposa, Ana María García Icazbalceta, hermana del historiador Joaquín García Icazbalceta. Fue la tercera de cinco hermanos: Ignacio, María Loreto, Pilar, Eusebio y Federico. Creció en un hogar de holgada posición económica en el que era usual interactuar con los intelectuales y artistas más prestigiados de México, como lo fueron los pintores Francisco Javier Álvarez de la Torre, Pelegrín Clavé, quien fue su maestro de dibujo; Eugenio Landesio y el escultor Manuel Vilar, entre otros.
Su padre tenía el título de “Protector de las artes” por ser suscriptor de la Academia de San Carlos, a cuyas exposiciones asistió desde niña. Se supone que él fue también su maestro de pintura.
En 1882, Pilar contrajo matrimonio con el financiero Ramón Usandizaga, socio fundador y miembro del consejo de administración del Banco Nacional de México, quien falleció en 1897.
Entre 1858 y 1891, de la Hidalga participó con 30 óleos sobre tela como artista externa en exposiciones de la Academia de San Carlos, institución que admitió mujeres como alumnas a partir de 1886. 
En 1891, presentó “La Mendiga” o “Cabeza de vieja” que, junto con y la “Cabeza de virgen”, formó parte de las obras artísticas que México envió a la Exposición Universal de Chicago en 1893. Para conmemorarla, en 2024 la Terra Foundation for American Art organizó otra exhibición en Chicago, Arte Diseño Xicágo II, From The World´s Fair To The Present Day,  con cuadros de los pintores de la primera. De Pilar de la Hidalga fueron enviados “Escena de establo (Gallinas)” y “Retrato de Virgen”.
Entre agosto de 2023 y febrero de 2024 en el Museo Nacional de San Carlos estuvo la exposición Pintar en femenino: mujeres en el sistema artístico mexicano, 1846-1940, que tuvo el objetivo de mostrar alrededor de 180 piezas, entre óleos, dibujo, fotografías y objetos de pintoras del siglo XIX que prácticamente desaparecieron de la memoria histórica. La obra de Pilar de la Hidalga estuvo representada por “El carro del sol,” una de sus primeras pinturas.
En 1862 exhibió cuatro obras: “Cuadro de Comedor (Gallinas)”, que hoy forma parte de la colección familia De la Hidalga, un cuadro de frutas y flores, su copia del retrato del pintor holandés, Rembrand y el “Retrato de la Srita. García”. Llamó la atención el colorido de sus cuadros y su manejo de luces y sombras.

## Obra
Pilar de la Hidalga pintó óleos sobre tela en siete géneros: bodegones, escenas costumbristas, mitológico, paisajes, pinturas de animales, religioso y retratos. Hasta ahora son de conocimiento público.
Su “Retrato de una dama” es la única obra pintada por una mujer en el siglo XIX en el acervo del  Museo Nacional de Arte (MUNAL).
| Pintura                      | Año  | Ubicación                    |
| ---------------------------- | ---- | ---------------------------- |
| Retrato de una dama          | 1886 | Museo Nacional de Arte       |
| El carro del sol             | 1858 | Museo Nacional de San Carlos |
| La mendiga                   | n.d. | Museo Nacional de San Carlos |
| Escena de establo (Gallinas) | n.d. | Museo Nacional de San Carlos |
| Retrato de Virgen            | n.d. | Museo Nacional de San Carlos |
| El carro del sol             | 1858 | Museo Nacional de San Carlos |

Por los catálogos se conocen el nombre y a veces los años de las siguientes obras:
| Pintura                      | Año  | Ubicación                       |
| ---------------------------- | ---- | ------------------------------- |
| Dolorosa                     | 1885 | Colección familia De la Hidalga |
| Borregos en un corral        | 1865 | Colección familia De la Hidalga |
| Bodegón (canasta con frutas) | 1869 | Colección familia De la Hidalga |
| Bodegón (florero y frutas)   | 1869 | Colección familia De la Hidalga |
| Caballo                      | n.d. | Colección familia De la Hidalga |
| Dolorosa al pie de la cruz   | n.d. | Colección privada               |
| Una gata                     | n.d. | Colección familia De la Hidalga |

| Pintura                                   | Año  |
| ----------------------------------------- | ---- |
| Cuadro de comedor                         | 1858 |
| La joven escocesa                         | 1858 |
| Paisaje                                   | 1858 |
| Retrato de la Srita. Loreto de la Hidalga | 1865 |
| Retrato del Sr. D. Ignacio de la Hidalga  | 1865 |
| Una joven dándole uvas a un pajarillo     | 1865 |
| Establo con carnero                       | 1869 |
| Paisaje                                   | 1869 |
| Retrato de la Srita. Refugio Conde        | 1869 |
| Retrato de D.Eusebio Hidalga              | 1869 |
| Retrato de la Srita. Concepción Pastor    | 1869 |
| San Francisco de Borja                    | 1869 |
| Un gallinero                              | 1869 |
| El Salvador                               | 1877 |
| Estudio al natural                        | 1877 |
| La dolorosa                               | 1877 |
| Retrato pintado por ella                  | 1877 |
| El nacimiento                             | 1886 |
| La favorita                               | 1891 |